# Rakaia
Pour les articles homonymes, voir Rakaia (homonymie).
Genre
Rakaia est un genre d'opilions cyphophthalmes de la famille des Pettalidae.

## Distribution
Les espèces de ce genre sont endémiques de Nouvelle-Zélande.

## Liste des espèces
Selon World Catalogue of Opiliones (17/04/2021) :
- Rakaia antipodiana Hirst, 1926
- Rakaia australis Forster, 1952
- Rakaia collaris Roewer, 1942
- Rakaia digitata Forster, 1952
- Rakaia dorothea (Phillipps & Grimmett, 1932)
- Rakaia florensis (Forster, 1948)
- Rakaia insula Forster, 1952
- Rakaia isolata Forster, 1952
- Rakaia lindsayi Forster, 1952
- Rakaia macra Boyer & Giribet, 2003
- Rakaia magna Forster, 1948
- Rakaia media Forster, 1948
- Rakaia minutissima (Forster, 1948)
- Rakaia pauli Forster, 1952
- Rakaia solitaria Forster, 1948
- Rakaia sorenseni Forster, 1952
- Rakaia stewartiensis Forster, 1948
- Rakaia uniloca Forster, 1952

## Publication originale
- Hirst, 1926 : « On some new genera and species of Arachnida. » Proceedings of the Zoological Society of London, vol. 1925, no 84, p. 1271-1280.